# Envahissement de terrain
 (février 2025).
Motif : réflexion personnelle sur un mouvement de foule dans un stade sportif. Aucune problématique de fond. Franco-centrage caricatural. Football-centrage encore plus problématique. Absence de sources secondaires sur le phénomène mais compilation de presse sur des évènements.
- Archive Wikiwix
- Bing
- Cairn
- DuckDuckGo
- E. Universalis
- Gallica
- Google
- G. Books
- G. News
- G. Scholar
- Persée
- Qwant
- (zh) Baidu
- (ru) Yandex
- (wd) trouver des œuvres sur Wikidata

| 1. | Préciser le motif de la pose du bandeau. | Précisez le motif de la pose du bandeau en utilisant la syntaxe suivante : {{admissibilité à vérifier\|date=mars 2025\|motif=remplacez ce texte par le motif}}                                |
| 2. | Informer les utilisateurs concernés.     | Pensez à avertir le créateur de l'article, par exemple, en insérant le code ci-dessous sur sa page de discussion : {{subst:avertissement admissibilité à vérifier\|Envahissement de terrain}} |

 (février 2025).
En football, un envahissement de terrain, également appelé invasion de terrain, est l'entrée massive des spectateurs sur l'aire de jeu lors d'un événement sportif, généralement sans autorisation et parfois avant le coup de sifflet final.

## Histoire

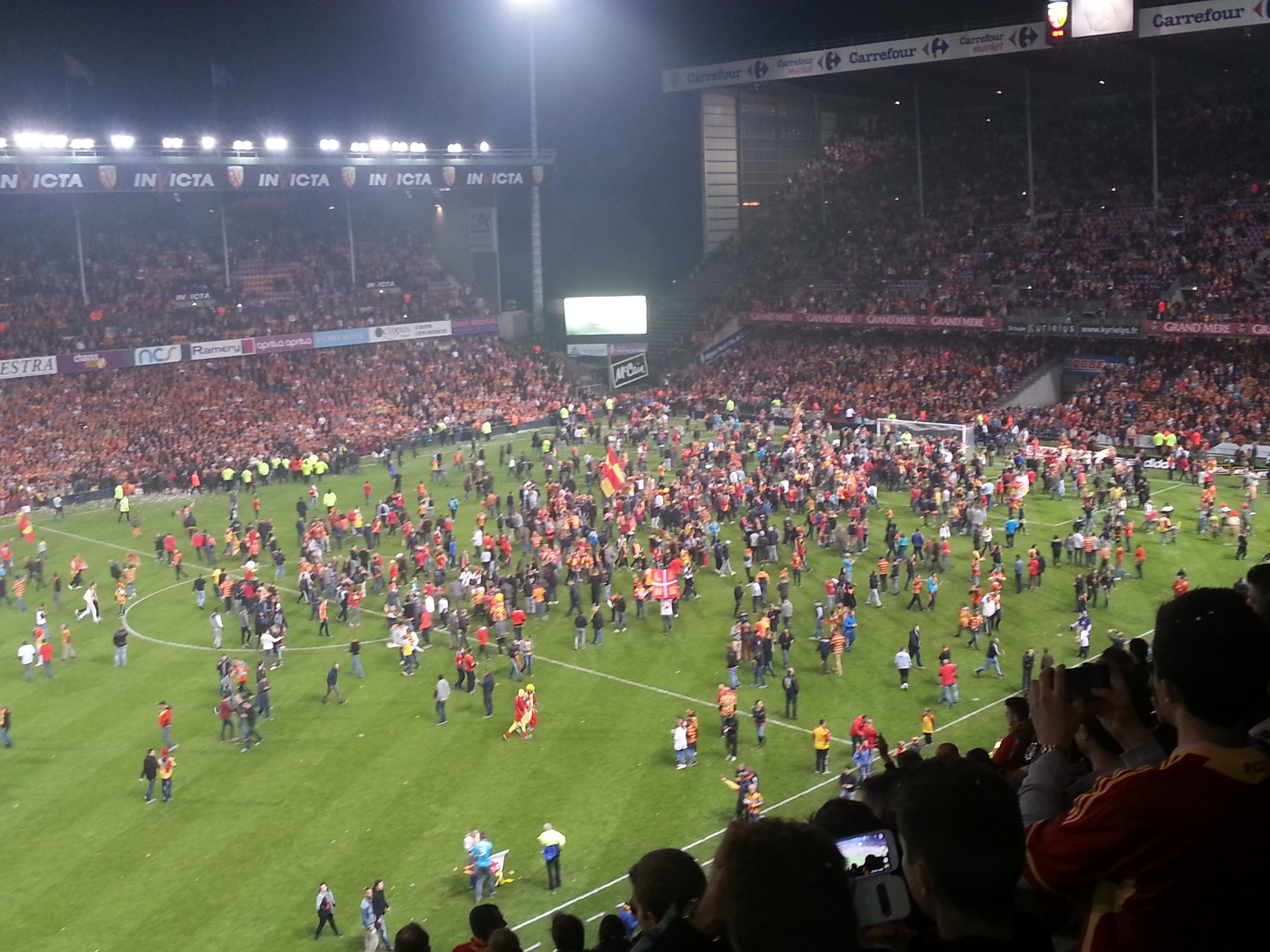
L'envahissement de terrain après le coup de sifflet final entre le RC Lens et le Stade brestois 29 (0-1), le 9 mai 2014. Les supporters célébraient la montée en première division des Sang et Or malgré la défaite.

Les envahissements de terrain ont une longue histoire dans le monde du football, ces incidents sont parfois perçus comme des expressions spontanées de célébration, notamment lors de victoires importantes ou de promotions de divisions. Un exemple notable est celui du club français du RC Lens, dont les supporters envahissent le terrain le 9 mai 2014 après la promotion en première division de leur équipe.
Cependant, tous les envahissements ne sont pas festifs. Certains résultent de mécontentements des supporters, de tensions entre groupes de fans ou de protestations contre des décisions arbitrales. À titre d'exemple, le 24 janvier 2025, les supporters du SM Caen envahissent la pelouse du stade Michel-d'Ornano après la défaite de leur club qui l'envoie en dernière place du classement,,.
De plus, les invasions de terrain ne se produisent pas toujours en groupe. Il arrive qu’un spectateur isolé parvienne à franchir la sécurité et à pénétrer sur la pelouse. Dans ces situations, l’intrus se dirige fréquemment vers un joueur, que ce soit pour l’approcher, l’interpeller ou tenter d’attirer l’attention des caméras.

## Mesures
En 2023, la LFP met en place une nouvelle mesure pour limiter les envahissements de terrain en fin de match. Durant la majeure partie des rencontres, le nombre de stadiers reste suffisant mais limité. Cependant, lors des cinq dernières minutes, leur effectif est triplé afin de dissuader toute intrusion sur la pelouse.

## Cas notables
- France
  - Le 25 avril 2022, le Toulouse FC bat les Chamois niortais 2 buts à 0 et envoie Toulouse en première division. À la fin du match, les supporters envahissent la pelouse du Stadium de Toulouse pour célébrer leur promotion[7],[8].
  - Le 20 mai 2022, l'AJ Auxerre élimine aux tirs au but le FC Sochaux-Montbéliard dans la course à la Ligue 1. Les supporters auxerrois envahissent l'Abbé-Deschamps pour glorifier leur qualification pour la finale des barrages[9],[10].
  - Le 4 juin 2023, le FC Nantes bat l'Angers SCO 1 but à 0 et assure son maintien en Ligue 1. La Brigade Loire envahit la pelouse pour fêter son maintien en première division[11].
- Espagne
  - Le 14 mai 2023, l'Espanyol de Barcelone perd à domicile contre le FC Barcelone 2 buts à 4. Les joueurs du Barça chambrent les supporters des Pericos qui pénètrent sur la pelouse et pourchassent les joueurs[12],[13].
- Allemagne
  - Le 14 avril 2024, le Bayer Leverkusen est sacré champion d'Allemagne après sa victoire 5 buts à 0 contre le Werder Brême. Les supporters du Bayer envahissent le BayArena pour célébrer leur première Bundesliga[14],[15].